# Atomaria barani
Atomaria barani is een keversoort uit de familie harige schimmelkevers (Cryptophagidae). De wetenschappelijke naam van de soort werd in 1863 gepubliceerd door Charles Brisout de Barneville.